# Nobel (Familie)
Die Nobels sind eine schwedische und später russische Industriellenfamilie, die hauptsächlich im Ölgeschäft tätig war.

## Herkunft
Petrus Olai (1656–1707) hatte den Nachnamen Nobelius bekommen, nachdem zuvor in Schweden nur Patronyme verwendet worden waren. So hieß sein Vater noch einfach Oluf Pedersson. Der Name bezog sich auf den Herkunftsort Östra Nöbbelöv (Simrishamn). Petrus Olai war mit Wendela Rudbeck verheiratet, der Tochter Olof Rudbeck des Älteren (1630–1702), und war somit ein Schwager von Olof Rudbeck dem Jüngeren. Petrus Olais Enkel Immanuel wurde schließlich in Nobel umbenannt, da lateinische Namen beim Militär nicht in Gebrauch waren. Die Nobels wurden auch Russische Rockefellers genannt.

## Stammliste
1. Petrus Olai Nobelius (1656–1707) ⚭ Wendela Rudbeck (Tochter von Olof Rudbeck dem Älteren)
  1. Wendela Christina Nobelia (1696–1701)
  2. Olof Nobelius (1698–jung)
  3. Eva Maria Nobelia (* 1699)
  4. Peter Nobelius (* 1700)
  5. Wendela Catharina Nobelia (* 1702)
  6. Eva Christina Nobelia (* 1704)
  7. Wendela Christina Nobelia (1705–1772) ⚭ Anders Molin
  8. Olof Nobelius (1706–1760), Künstler ⚭ Anna Christina Wallin (1718–1787)
    1. Immanuel Nobelius (1757–1839), Arzt ⚭(I) Anna Kristina Rosell; ⚭(II) Brita Katharina Ahlberg (1770–1823)
      1. (II) Immanuel Nobel (1801–1872), Ingenieur, Architekt, Erfinder, Industrieller ⚭ Caroline Andriette Ahlsell (1805–1889)
        1. Robert Hjalmar Nobel (1829–1896), Industrieller, Ölmagnat ⚭ Paulina Sofia Carolina Lenngrén (1840–1918)
          1. Hjalmar Immanuel Nobel (1863–1956) ⚭ Anna Sofia Posse (1895–1975)
          2. Ingeborg Sofia (1865–1939) ⚭ Carl von Frischen Ridderstolpe (1864–1905)
          3. Ludvig Emanuel Nobel (1868–1946) ⚭ Valborg Wettergrund (1869–1940)
            1. Alf Igor Nobel (1898–1968) ⚭ Esther Mathilda Johnsen (1898–1978)
              1. Hans Emanuel Nobel (* 1922)
              2. Edla Nobel (* 1923)
              3. Claes Nobel (* 1930), Anwalt

            2. Edla Nobel (1899–1996) ⚭(I) Roger Daudy (1889–1933); ⚭(II) Médéric Claret de Fleurieu (1893–1968)
            3. Leif Jurij Nobel (1901–1938) ⚭ Anna Elisabeth Mellén (1905–2003)
              1. Peter Nobel (* 1931), Anwalt
              2. Eva Nobel (* 1935)

          4. Tyra Elisabeth Nobel (1873–1897)

        2. Ludvig Immanuel Nobel (1831–1888), Industrieller, Ölmagnat ⚭(I) Mina Ahlsell (1832–1869); ⚭(II) Edla Constantia Collin (1848–1921)
          1. (I) Emanuel Nobel (1859–1932), Ölmagnat
          2. (I) Carl Nobel (1862–1893) ⚭ Mary Landzert (1865–1928)
            1. Andriette Nobel (1890–1976) ⚭ Eberhard Tydén (1885–1968)
            2. Mimmi Nobel (1891–1938) ⚭ Gustav Högman (1888–1947)

          3. (I) Anna Nobel (1866–1935)
          4. (II) Esther Wilhelmina Nobel (1873–1929) ⚭ NN Olsen
            1. Kinder von Ludvig Emanuel Nobel werden auch als ihre angegeben

          5. (II) Ludvig Alfred Nobel (1874–1935) ⚭ Mary Johnson (1876–1953)
            1. Mary Lorna Nobel (1902–1911)
            2. Manuel Ludvig Nobel (1904–1911)
            3. Emanuel Percy Ludvig Alexis Nobel (1913–1987)
              1. Philip Nobel (* 1970) ⚭ Chantal Cordilhac (* 1962)
                1. Chloé Nobel (* 2001)

          6. (II) Ingrid Hildegard Nobel (1879–1929)
          7. (II) Marta Helena Nobel (1881–1973), Physikerin, Philanthropin ⚭ Georgi Pawlowitsch Oleinikow (1864–1937)
            1. Nils Nobel-Oleinikow (1905–1990) ⚭(I) Herta Frieda ter Meer (1911–1939); ⚭(II) Dora Ahlqvist (1906–1985)
              1. (I) Peter Nobel-Oleinikow (* 1937) ⚭ Anna von Holstein (* 1943)
              2. (II) Nils Nobel-Oleinikow (* 1944) ⚭ Monique de Lamare-Singery (* 1947)
                1. Christianne Nobel-Oleinikow (* 1970) ⚭ Bruno Ferraz-Coutinho (* 1972)

            2. Sven Nobel-Oleinikow
              1. Michael Nobel-Oleinikow (* 1941), Unternehmer

          8. (II) Rolf Nobel (1882–1947)
          9. (II) Emil Waldemar Ludvig Nobel (1885–1951)
          10. (II) Gustaf Oscar Ludvig Nobel (1886–1951)

        3. Alfred Bernhard Nobel (1833–1896), Chemiker, Erfinder
        4. Emil Oskar Nobel (1843–1864), Chemiker
        5. vier weitere starben jung

nicht einzuordnen: Gustaf Nobel (* 1950), Unternehmer